# Castillo de Ekolsund
El Castillo de Ekolsund es una mansión situada en el municipio de Enköping en el condado de Uppsala,  Suecia. 

## Historia
La propiedad es conocida desde el siglo XIV. En el siglo XV, fue propiedad de Bengt Jönsson (Oxenstierna). Después de ser adquirida por la Corona en 1524, fue la residencia de la Princesa Sofía de Suecia entre 1578 y 1611. El actual edificio consiste de dos alas diseñadas en la segunda mitad del siglo XVII por Simon de la Vallée y Nicodemus Tessin.
En 1747, fue concedido al futuro rey Gustavo III de Suecia, quien a menudo lo utilizó como su residencia de verano hasta que adquirió el palacio de Drottningholm en 1777, especialmente como Príncipe de la Corona. En 1785, Gustavo III lo vendió a la familia Seton, quien fue su propietaria hasta 1912. En 2002, la propiedad fue adquirida por Raija Axell Ohlin. Desde entonces ha sido utilizado como la sede de Ekolsunds slott & Wärdshus.

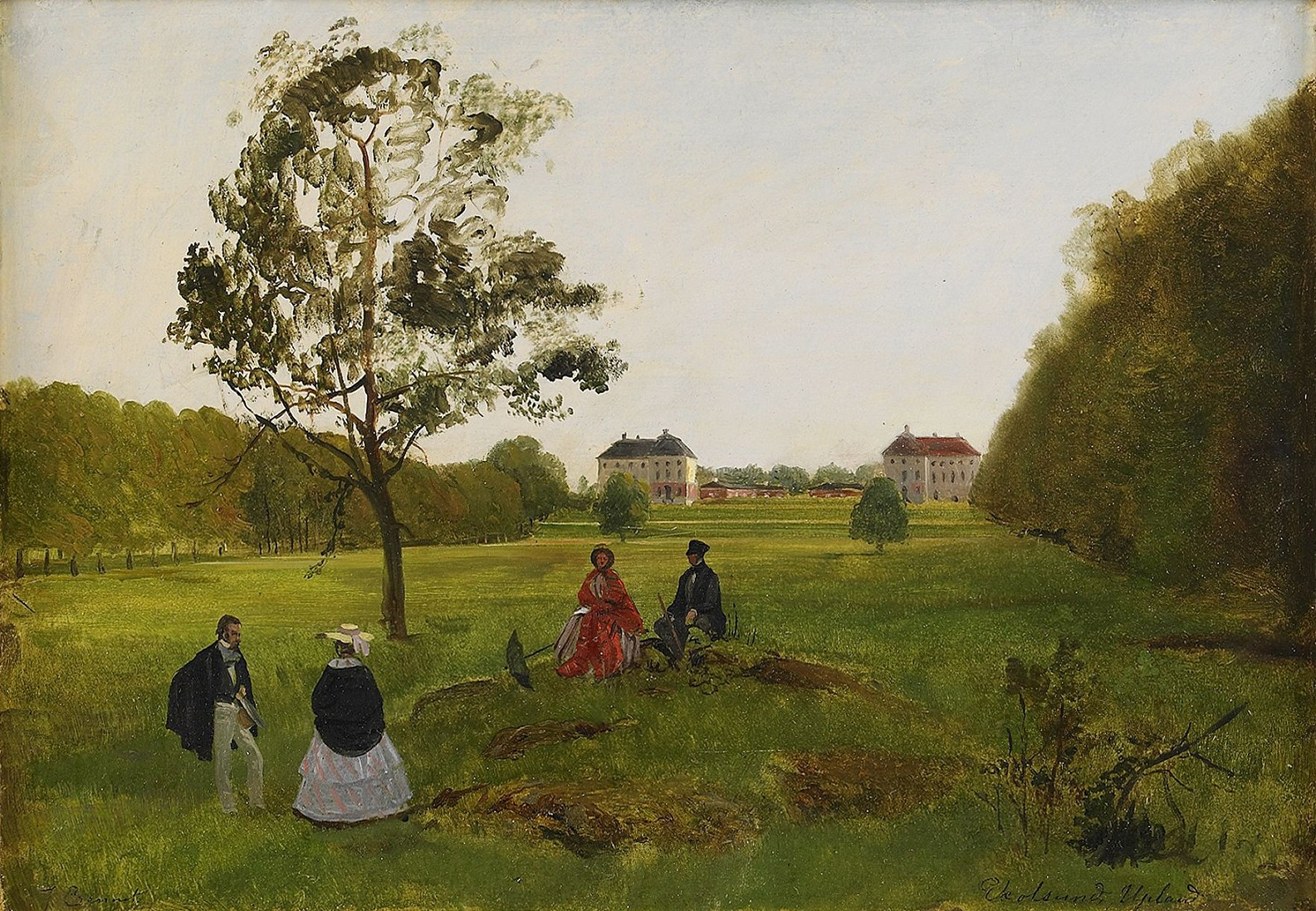
Herrskap vid Ekolsunds slott
Carl Stefan Bennet (1800-1878)